# Terceira-base

A posição do terceira-base

Terceira-base (abreviada 3B), no beisebol, pode referir-se tanto à localização da terceira esquina do campo de beisebol, na diagonal esquerda, ou ao jogador que defende essa posição. Nas anotações oficiais as jogadas do terceira base recebem o número 19.
Usualmente, o jogador que defende a terceira base é o que está mais longe do rebatedor de turno no infield.